# 존 랜드 (배우)
존 랜드(영어: John Rand, 1871년 11월 19일~1940년 1월 24일)는 1910년대에 영화 경력을 쌓기 시작한 미국의 배우로, 특히 찰리 채플린의 20여 개 작품에 출연하며 조연 역할을 했다.